# Irakleio, Attica
Irakleio (greacă Ηράκλειο) este un oraș din Grecia, situat în prefectura Atena, periferia Attica.